# Pontevès
Pontevès è un comune francese di 743 abitanti situato nel dipartimento del Var della regione della Provenza-Alpi-Costa Azzurra.

## Storia
Dopo lunghi anni di ricerche si è scoperto che nel 1477, circa 30 famiglie di Montegrosso Pian Latte si erano trasferite a Pontevès per ripopolare il paese francese, rimasto spopolato per la peste; agli emigranti vennero assegnati una porzione di terra da coltivare e delle bestie da allevare. Nel 2013, con una cerimonia di "andata e ritorno", si è suggellato il gemellaggio tra i due paesi: il 1º maggio a Pontevès in occasione della Festa dei Besillons ed il 12 ottobre a Montegrosso Pian Latte in occasione della 44ª Festa della Castagna.

### Simboli
È lo stemma della famiglia de Pontevès. Nell'Armorial Général de France del 1696 è rappresentato con gli smalti invertiti.

## Società

### Evoluzione demografica
Abitanti censiti

## Amministrazione

### Gemellaggi
Montegrosso Pian Latte, dal 2013